# Acnodon senai
Acnodon senai är en fiskart som beskrevs av Michel Jégu och Santos, 1990. Acnodon senai ingår i släktet Acnodon och familjen Characidae. Inga underarter finns listade i Catalogue of Life.